# Kleptografia
Kleptografia – celowe osłabienie systemu kryptograficznego, żeby łatwiej można go było zaatakować, ale żeby nie był istotnie słabszy, jeśli atakującym jest osoba trzecia.
Narażone na ataki kleptograficzne są przede wszystkim systemy oparte na zamkniętym oprogramowaniu – nie ma gwarancji, że kryptosystem nie został osłabiony w sposób, który znacznie ułatwia atak producentowi oprogramowania (i tym, z którymi się tą informacją podzieli).
Są znane ataki kleptograficzne (przede wszystkim na DSA, RSA), których nie da się wykryć w rozsądnym czasie bez analizy kodu żadną aktualnie znaną metodą.
Jest to jeden z ważniejszych argumentów za używaniem wyłącznie oprogramowania o dostępnych źródłach w zastosowaniach związanych z bezpieczeństwem.